# Gare de Pohjois-Haaga
La gare de Pohjois-Haaga (en finnois : Pohjois-Haagan rautatieasema,  suédois : Norra Haga järnvägsstation) est une gare ferroviaire située dans le quartier de Pohjois-Haaga à Helsinki en Finlande.